# Eleição municipal de Natal em 1992
A eleição municipal de Natal em 1992 ocorreu entre os dias 3 de outubro (primeiro turno) e 15 de novembro (segundo turno), para escolha do prefeito, vice-prefeito e de membros da Câmara de Vereadores. A então prefeita Wilma de Faria (PSB) terminaria seu mandato em 1 de janeiro de 1993. Aldo Tinoco (PSB), candidato a sucessão de Wilma, foi eleito prefeito de Natal em um segundo turno acirradíssimo contra Henrique Eduardo Alves (PMDB).

## Resultado para prefeito

### Primeiro turno
| Candidato                     | Vice                      | №  | Coligação                                              | Votos  | Válidos |
| ----------------------------- | ------------------------- | -- | ------------------------------------------------------ | ------ | ------- |
| Henrique Eduardo Alves (PMDB) | Rosário Cabral (PMDB)     | 15 | Natal Feliz Cidade PMDB / PDT / PSDB / PTB / PST / PPS | 81.495 | 39,32%  |
| Aldo Tinoco (PSB)             | Eveline Guerra (PCdoB)    | 40 | Frente Popular de Natal PSB / PCdoB / PV / PCB         | 55.903 | 26,98%  |
| Ana Catarina Alves (PFL)      | Diógenes Cunha Lima (PDS) | 25 | Vontade do Povo PFL / PDS / PL / PDC / PTR / PMN       | 44.254 | 21,35%  |
| Júnior Souto (PT)             | Carlão (PT)               | 13 | PT                                                     | 14.286 | 6,89%   |
| Pedro Lucena (PSC)            | Marcônio Cruz (PSC)       | 20 | PSC                                                    | 11.300 | 5,45%   |

| Partido | Partido | Candidato      | Votos   | Votos (%) |
| ------- | ------- | -------------- | ------- | --------- |
|         | PMDB    | Henrique Alves | 81 495  | 39,32%    |
|         | PSB     | Aldo Tinoco    | 55 903  | 26,98%    |
|         | PFL     | Ana Catarina   | 44 254  | 21,35%    |
|         | PT      | Júnior Souto   | 14 286  | 6,89%     |
|         | PSC     | Pedro Lucena   | 11 300  | 5,45%     |
| Totais  | Totais  | Totais         | 207 238 |           |

### Segundo turno
| Candidato                     | Vice                   | №  | Coligação                                              | Votos   | Válidos |
| ----------------------------- | ---------------------- | -- | ------------------------------------------------------ | ------- | ------- |
| Aldo Tinoco (PSB)             | Eveline Guerra (PCdoB) | 40 | Frente Popular de Natal PSB / PC do B / PV / PCB       | 112.993 | 50,21%  |
| Henrique Eduardo Alves (PMDB) | Rosário Cabral (PMDB)  | 15 | Natal Feliz Cidade PMDB / PDT / PSDB / PTB / PST / PPS | 112.032 | 49,79%  |

| Partido | Partido | Candidato      | Votos   | Votos (%) |
| ------- | ------- | -------------- | ------- | --------- |
|         | PSB     | Aldo Tinoco    | 112 993 | 50,21%    |
|         | PMDB    | Henrique Alves | 112 032 | 49,79%    |
| Totais  | Totais  | Totais         | 225 025 |           |